# GSC7662-393
GSC7662-393 — хімічно пекулярна зоря спектрального класу A3, що має видиму зоряну величину в смузі V приблизно  9,8.

## Пекулярний хімічний склад
Зоряна атмосфера GSC7662-393 має підвищений вміст 
Cr
.